# 石川県道174号安吉松任線
石川県道174号安吉松任線（いしかわけんどう174ごう やすよしまっとうせん）は、石川県白山市内を通る一般県道（石川県道）である。

## 路線概要
- 起点：石川県白山市安吉町1384番地先（＝安吉交差点、石川県道22号金沢小松線・石川県道58号鶴来美川インター線交点）
- 終点：石川県白山市東三番町33番地先（＝東三番町交差点、石川県道291号三日市松任線交点）

起点は、白山市松南地区安吉町。起点より田園地帯を北上、同市剣崎町、平松町の両集落を抜け、倉光交差点で国道8号（国道305号重複）をわたり、倉光北交差点の数10m先で右に分岐する。そこから、白山市立松任中学校正面前や白山市立松任小学校の東を北上し、松任地区中心部を通り、終点に至る。終点はJR松任駅の近くである。
なお、白山市四日市町の四日市交差点 - 同市東三番町・東三番町交差点（終点）の約300mの区間は、6:00 - 22:00にかけて北向きの一方通行となっている。

## 歴史
- 1972年（昭和47年）3月21日：路線認定。

## 接続道路
- 石川県道22号金沢小松線・石川県道58号鶴来美川インター線（白山市安吉町・安吉交差点：起点）
- 石川県道184号松本木津線（白山市剣崎町）
- 石川県道188号三反田松任線（白山市平松町）
- 国道8号（国道305号重複）（白山市倉光10丁目・倉光交差点）
- 石川県道190号矢作松任線（白山市四日市町・四日市交差点）
- 石川県道291号三日市松任線（白山市東三番町・東三番町交差点：終点）

## 通過する自治体
- 石川県
  - 白山市

## 道路の通称
- 石同東町通り（白山市倉光10丁目・倉光交差点 - 同市東三番町・東三番町交差点：終点）

## 周辺
- 白山市立松南小学校
- ダイナム 石川松任店
- イオン松任ショッピングセンター
- ケーズデンキ 松任パワフル館
- 公立松任石川中央病院
- 白山市立松任中学校
- 白山市立松任小学校